# SuperCalc
O SuperCalc foi uma planilha eletrônica lançada em 1981 pela Sorcim, como parte de um pacote de softwares fornecido junto com o computador pessoal Osborne 1 (incluindo o editor de texto WordStar e o sistema operacional CP/M).
Superior em relação à VisiCalc, essa nova planilha trazia como principal inovação o fato de resolver  referências circulares (células que dependem do resultado umas das outras). 
A Sorcim chegou a desenvolver versões da SuperCalc para DOS e Apple DOS, após o declínio do sistema CP/M.